# Vänersborgs, Alingsås och Ulricehamns valkrets
Vänersborgs, Alingsås och Ulricehamns valkrets var i riksdagsvalet till andra kammaren 1908 en egen valkrets med ett mandat. Valkretsen, som alltså omfattade städerna Vänersborgs stad, Alingsås stad och Ulricehamns stad, avskaffades vid införandet av proportionellt valsystem inför valet 1911 då Vänersborg och Alingsås fördes till Älvsborgs läns mellersta valkrets och Ulricehamn till Älvsborgs läns södra valkrets.

## Riksdagsman
- Gottfried Thavenius, lib s (1909–1911)

## Valresultat

### 1908
| Andrakammarvalet i Sverige 1908: Vänersborgs, Alingsås och Ulricehamns valkrets | Andrakammarvalet i Sverige 1908: Vänersborgs, Alingsås och Ulricehamns valkrets | Andrakammarvalet i Sverige 1908: Vänersborgs, Alingsås och Ulricehamns valkrets | Andrakammarvalet i Sverige 1908: Vänersborgs, Alingsås och Ulricehamns valkrets | Andrakammarvalet i Sverige 1908: Vänersborgs, Alingsås och Ulricehamns valkrets |
| Kandidat                                                                        | Kandidat                                                                        | Röster                                                                          | Röster                                                                          | Röster                                                                          |
| Kandidat                                                                        | Kandidat                                                                        | Antal                                                                           | %                                                                               | +− %                                                                            |
| ------------------------------------------------------------------------------- | ------------------------------------------------------------------------------- | ------------------------------------------------------------------------------- | ------------------------------------------------------------------------------- | ------------------------------------------------------------------------------- |
|                                                                                 | Gottfried Thavenius                                                             | 663                                                                             | 60,9                                                                            |                                                                                 |
|                                                                                 | Hugo von Sydow (höger)                                                          | 424                                                                             | 39,0                                                                            |                                                                                 |
|                                                                                 | Övriga kandidater                                                               | 1                                                                               | 0,1                                                                             |                                                                                 |
| Antal giltiga röster                                                            | Antal giltiga röster                                                            | 1 088                                                                           |                                                                                 |                                                                                 |
| Kasserade röster                                                                | Kasserade röster                                                                | 3                                                                               |                                                                                 |                                                                                 |
| Totalt                                                                          | Totalt                                                                          | 1 091                                                                           |                                                                                 |                                                                                 |

Valet ägde rum den 18 september 1908. Valdeltagandet var 69,6%.